# (9058) 1992 JB
(9058) 1992 JB es un asteroide que forma parte de los asteroides Apolo, descubierto el 1 de mayo de 1992 por Jeffrey Thomas Alu y el también astrónomo Kenneth J. Lawrence desde el Observatorio del Monte Palomar, Estados Unidos.

## Designación y nombre
Designado provisionalmente como 1992 JB.

## Características orbitales
1992 JB está situado a una distancia media del Sol de 1,556 ua, pudiendo alejarse hasta 2,116 ua y acercarse hasta 0,9967 ua. Su excentricidad es 0,359 y la inclinación orbital 16,08 grados. Emplea 709,308 días en completar una órbita alrededor del Sol.
Los próximos acercamientos a la órbita terrestre se producirán el 21 de abril del año 2025, el 11 de abril de 2060 y el 18 de abril de 2093.

## Características físicas
La magnitud absoluta de 1992 JB es 17,9.